# Père Jégo
Pour les articles homonymes, voir Jégo.
 (septembre 2023).
Si vous disposez d'ouvrages ou d'articles de référence ou si vous connaissez des sites web de qualité traitant du thème abordé ici, merci de compléter l'article en donnant les références utiles à sa vérifiabilité et en les liant à la section « Notes et références ».
Mohamed Ben Lahcen Affani (en arabe : محمد بن لحسن العفاني), plus connu sous le surnom de Père Jégo (en arabe : الأب جيݣو), est un joueur et entraîneur de football marocain né le 15 avril 1900 à Tunis et mort le 31 août 1970 à Casablanca. Il est notamment célèbre pour le rôle qu'il a joué au sein du Wydad AC étant membre fondateur, 1er entraîneur et puis directeur sportif, ainsi qu'au rôle qu'il a joué pour crée le style de jeu du Raja CA tant qu'entraîneur.
Jégo contribua grandement au développement du football au Maroc. Fervent nationaliste marocain, il a combattu par le biais du football l'emprise du protectorat français et développé le nationalisme marocain.

## Biographie

### Jeunesse
Mohamed Ben Lahcen Affani naît le 15 avril 1900 en Tunisie, pays où il passe ses cinq premières années. Son père, Lahcen Affani Soussi, originaire de la tribu d'Issafen dans la région du Souss au Maroc, s'est installé à Tunis pour commercer et étudier à l'Université Zitouna. Sa mère Jenina est Tunisienne ; à sa mort, le père et le fils retournent au Maroc,.
Mohamed suit souvent son père commerçant dans ses voyages. En 1917, il devient le deuxième marocain titulaire du baccalauréat. En 1919, il part à Paris suivre une formation bancaire.

### Vers le monde du football
Trois ans plus tard, il rejoint les rangs de l'US Athlétique de Casablanca au poste d'arrière droit jusqu'à la fin des années 1920; il laisse le vague souvenir d'un joueur normal, sans grand génie. Il gagne son surnom de Père Jégo par un journaliste français car il se ressemble au joueur Pierre Jégo.
Il prend prématurément sa retraite pour devenir entraîneur et, en 1929, commence une aventure réussie avec l'US Safi qui devient champion du Maroc de deuxième division et monte en première division pour la première fois de son histoire. Il rejoint ensuite son club formateur, l'US Athlétique.
En 1935, il s'illustre en tant que premier journaliste sportif marocain de langue française dans le journal « Le petit Casablancais ». Il fait partie des membres fondateurs du Wydad AC en 1937 et en devient le 1er secrétaire général. Un an plus tard, il part à Londres pour suivre une formation professionnelle d'entraîneur et, dès son retour, prend sous son aile quelques joueurs des équipes de quartier pour former une forte équipe. En parallèle, il commence une carrière de journaliste sportif au Petit marocain et poursuit son activité de banquier au sein de la Compagnie Algérienne, l'ancêtre d'Attijariwafa bank. En 1939, il devient le premier entraîneur de l'histoire footballistique du WAC avec qui il va passer quatorze ans ; il remporte toutes les compétitions possibles, trente titres avec l'équipe « A » et six titres avec l'équipe « B ».  En 1957, il rejoint le Raja Club Athletic pour succéder à Abdelkader Jalal au poste d'entraîneur, avec qui il a vécu une nouvelle belle aventure aussi mais sans aucun exploit malheureusement.
Il refuse la demande du roi Mohamed V d'être le président de la Fédération royale marocaine de football. Il était un des membres de la Ligue du Maroc de Football Association, et aussi un des fondateurs du Comité National Olympique Marocain créé en 1959 (les statuts du CNOM mentionnent le Père Jégo en tant qu'assesseur suivi de la mention « membre de la Fédération royale marocaine de football, ex-membre de WAC »).

## Carrière sportive

### Avec le WAC

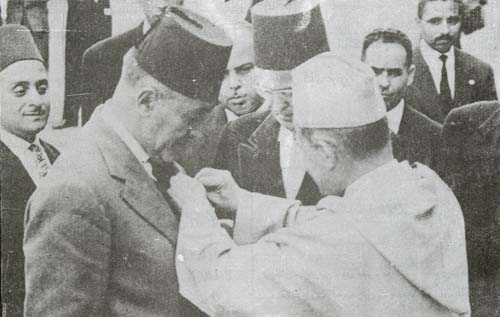
26 novembre 1956, Père Jégo, alors directeur sportif du WAC, décoré par le sultan Mohammed Ben Youssef lors de la finale de la Coupe du Trône.

En 1939, Mohamed Benjelloun Touimi président fondateur de WAC demandé au Père Jégo de rejoindre la section de football du WAC, dont il devient directeur, secrétaire général puis entraîneur. Le journaliste sportif Ahmed Belkahia déclare : « Les nationalistes l'ont logiquement choisi à la tête du club casablancais. Autant pour sa compétence que pour sa popularité, très utile pour ranimer la ferveur patriotique. ». 
Laffani devient un fin dénicheur de talents. Mohammed Belhassan, ancien joueur du WAC, déclare : « Durant toute sa carrière, il passait son temps à traîner dans les terrains de quartier, à la recherche de nouveaux talents. Et il avait un flair incroyable. Il lui suffisait d'un coup d'œil pour repérer la perle rare. » On lui doit la découverte du trio Driss/Abdesslam/Chtouki.
Père Jégo noue des liens forts avec ses joueurs. « Il prenait le temps de discuter avec les joueurs un par un. Il avait le don de vous redonner confiance, de vous gonfler à bloc comme personne. » se rappelle Mohamed Belhassan. Il est plus qu'un simple entraîneur, il joue les rôles de père, de grand frère, de compagnon à qui chacun pouvait se confier et de mécène du club. « C'est lui qui prenait quasiment tout en charge : les équipements, les déplacements… et même la nourriture pour ceux qui étaient dans le besoin. » Belhassan se remémore aussi un rituel qu'affectionnaient particulièrement les joueurs : « il nous emmenait souvent au cinéma Vox, où il se mettait dans un coin, son tarbouche sur le visage, pour piquer un somme. Et à la fin du film, il nous emmenait à la boulangerie du quartier pour nous gaver de pâtisseries. »
Il est l'entraîneur marocain le plus titré de l'histoire du football au Maroc. En fin d'an 1951, il devient sélectionneur de l'équipe nationale du Maroc.

### Avec le Raja

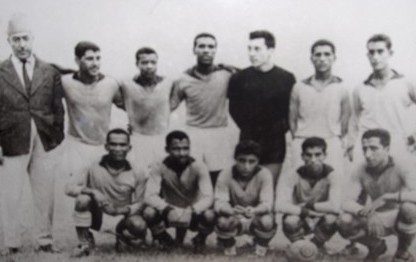
L'équipe du Raja CA de la saison 1958-59 en compagnie du Père Jégo lors du derby casablancais.

En revenant d'un voyage dans sa région familiale de Taroudant, Jégo laisse le banc touche des rouges et blancs pour rejoindre l'autre équipe casablancaise, pas très connue mais bon, il a vu qu'il sera peut être bien de commencé une nouvelle aventure avec comme défi de lancé un bon nouveau rival pour le WAC. Il décide alors de rejoindre le Raja de Casablanca, créé huit ans plus tôt, en 1949.
Alors qu'il a inculqué au WAC un style européen fait de rigueur et d'efficacité, Père Jégo change son fusil d'épaule avec le Raja, prenant pour modèle le football sud-américain qu'il a découvert lors de récents voyages. Un football résolument tourné vers le spectacle, faisant la part belle aux qualités techniques, plutôt qu'athlétiques ou tactiques. Ce choix est dûment motivé : « Les capacités physiologiques des Marocains se rapprochent davantage de celles des Sud-américains que des Européens. Il est donc plus logique de s'en inspirer. », professait-il.
Durant ses douze ans au Raja, il finance le club sur ses deniers personnels. S'il n'a remporté aucun titre (malheureusement), il a inculqué un style de jeu qui survit à son départ à la retraite, en 1968.

## Palmarès

### Tant que joueur
Avec l'US Athlétique
- Botola (Division Honneur) (2)
  - Champion : 1927 et 1929

### Tant qu'entraîneur
Avec l'US Safi
- Botola (Division Pré-honneur) (1)
  - Champion : 1935

Avec l'US Athlétique
- Coupe du Trône (1)
  - Vainqueur : 1937

- Botola (Division Pré-honneur) (1)
  - Champion : 1936

Avec le Wydad AC
- Botola (Division Honneur) (5)
  - Champion : 1947/48, 1948/49, 1949/50, 1950/51, 1954/55
  - Vice-champion : 1939/40, 1942/43, 1945/46

- Supercoupe du Maroc (7) record
  - Vainqueur : 1940, 1946, 1948, 1949, 1950, 1951, 1955
  - Finaliste : 1943

- Coupe d'Ouverture de la Saison (3) record
  - Vainqueur : 1947, 1948, 1949
  - Finaliste : 1950

- Coupe d'Élite du Maroc (3) record
  - Vainqueur : 1945, 1948, 1955
  - Finaliste : 1948, 1956

- Coupe (Ligue du Chaouïa) (2)
  - Vainqueur : 1948, 1949

- Botola (Division Pré-honneur) (1)
  - Champion : 1941/42

- Botola (Division Promotion - Groupe Centre) (1)
  - Champion : 1941/42

- Championnat (Ligue du Chaouia) (1)
  - Champion : 1945/46

- Critérium du Maroc (Zone Sud) (1)
  - Champion : 1945/46

- Ligue des champions de l'ULNA (3)
  - Vainqueur : 1948, 1949, 1950
  - Finaliste : 1955

- Supercoupe de l'ULNA (3)
  - Vainqueur : 1947/48, 1948/49, 1949/50

- Coupe des coupes de l'ULNA (1)
  - Vainqueur : 1948/49
  - Finaliste : 1950/51 et 1952/53

Compétitions amicaux
- Tournoi Fête Mouloud (4)
  - Vainqueur : 1941, 1942, 1943, 1946

- Tournoi de Noël (2)
  - Vainqueur : 1944, 1945

- Tournoi Fête Aïd-Seghir (1)
  - Vainqueur : 1941

- Tournoi Fête du Trône (1)
  - Vainqueur : 1941

- Tournoi Nouvel An (1)
  - Vainqueur : 1944

- Tournoi de Rabat (1)
  - Vainqueur : 1946

- Tournoi de Sixte (1)
  - Vainqueur : 1946

- Tournoi feu Ahmed Ach'houd (1)
  - Vainqueur : 1956

Avec Raja CA
Compétitions amicaux
- Tournoi feu Cherkaoui (1)
  - Vainqueur : 1959

- Tournoi Ben Bella (1)
  - Vainqueur : 1962

## Mort
Peu de temps avant le décès du Père Jégo, le 30 août 1970, quelques anciens joueurs lui rendent visite à son domicile casablancais. Ils découvrent un homme seul et désargenté, déchiffrant son journal à la lueur d'une bougie. « Ce grand homme a tant donné au football et au peuple marocain, au détriment de sa propre famille. Et là, il n'avait même plus de quoi payer ses factures d'électricité. », se rappelle l'un des vétérans, qui poursuit : « Quelques jours avant sa mort, il avait les larmes aux yeux en suivant la coupe du monde 1970. » Là-bas, au Mexique, quelques-uns de ses « enfants », Saïd Ghandi, Mustapha Choukri et Houmane Jarir, représentaient le Maroc sous le regard de toute la planète.[réf. nécessaire]
Aujourd'hui au quartier Oasis de Casablanca, le Stade Père-Jégo du Racing Athletic Club, d'une capacité de 15 000 places, lui rend hommage.